# Remela

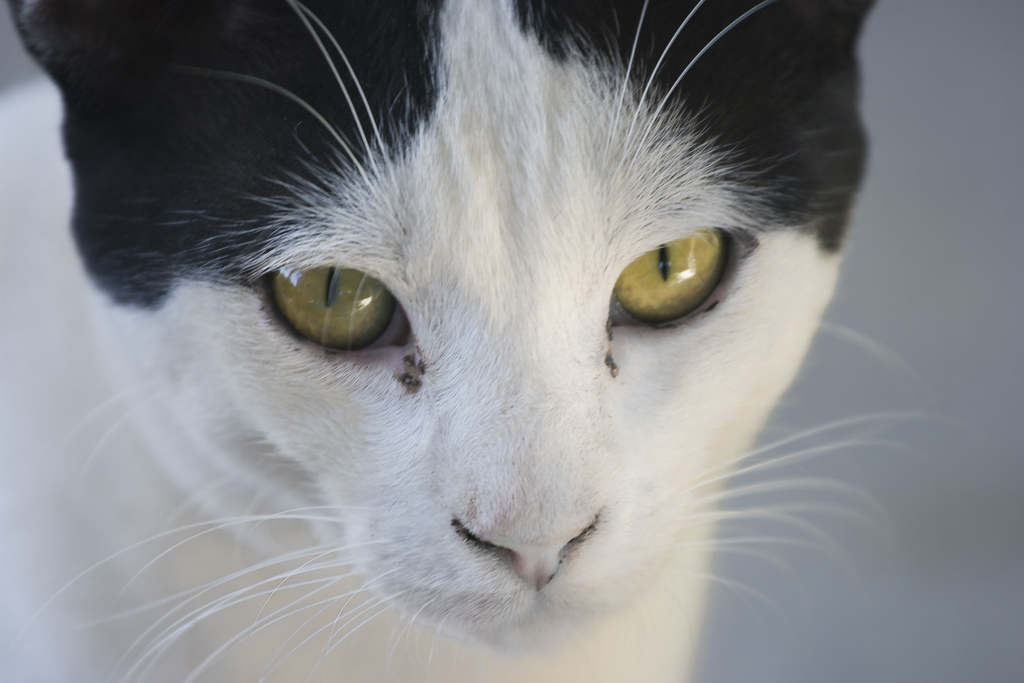
Remela (ou ramela) nos olhos de um gato.

Remela ou ramela (em grego: ῥεῦμα; rheuma) é o ressecamento do líquido que compõe a lágrima. Ela é formada durante o sono, quando as lágrimas se acumulam nos cantos dos olhos fechados. Com a evaporação da parte líquida, resta uma fusão da parte gordurosa da lágrima e sujeira.